# غارانس ماريلييه
غارانس ماريلييه هي ممثلة فرنسية ولدت في 11 فبراير 1998.